# Hospital Italiano de Buenos Aires

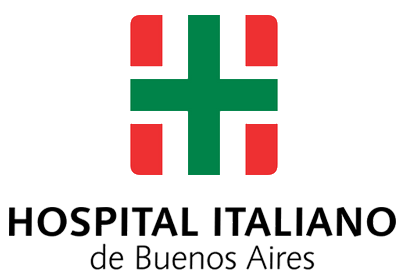
hospital italiano de buenos aires, 2018,

O Hospital Italiano de Buenos Aires é um hospital privado em Buenos Aires, capital da Argentina. Possui 500 leitos e atende cerca de 2.000 pacientes por mês. Suas principais instalações abrangem uma área de 78.000 m². O hospital trata os doentes privados e os derivados de segurança social. Ela também fornece suas próprias seguro plano de saúde, sendo o pré-pagos de serviços de saúde mais importante da Argentina, com cerca de 110.000 clientes.